# France Galop
France Galop ist eine französische Organisation, die Pferderennen (Flachrennen wie Hindernisrennen) organisiert. Sie entstand am 3. Mai 1995 durch die Fusion der drei Organisationen Société d'Encouragement et des Steeple-Chases de France, Société de Sport de France und Société Sportive d'Encouragement. Sie fungiert als Mutterorganisation der Rennbahnen und fördert die Zucht von Galopprennpferden in Frankreich.
Die Organisation, die dem französischen Landwirtschaftsministerium, Finanzministerium und Innenministerium untersteht, betreibt sechs Rennbahnen in Saint-Cloud, Maisons-Laffitte, Deauville, Chantilly, Paris-Longchamp (alle Flachrennen) und speziell für Jagd- und Hürdenrennen die Bahn von Auteuil, in unmittelbarer Nachbarschaft von Longchamp ebenfalls im Bois de Boulogne in Paris. 
Die großen französischen Trainingszentren befinden sich in Chantilly (2636 Pferde auf 1900 Hektar), Maisons-Laffitte (810 Pferde, 120 Hektar) und Deauville (310 Pferde).